# Emil Warberg
Johan Emil Warberg, född 7 januari 1807 i Karlstad, död 8 oktober 1881 i Stockholm, var en svensk ämbetsman, kommendör och tecknare.   
Han var son till lotsdirektören Peter Johan Warberg och Katarina Charlotta Ekman och gift med Henriette Charlotte Boström. Warberg blev sekundlöjtnant vid flottan 1826 och avancerade slutligen till kommendör, Han var chef för Sjökartekontoret 1854–1872. Vid sidan av sitt arbete var han verksam som tecknare och medverkade i Konstakademiens utställning 1826 med Portrait af Hans Maj:t Konungen i svartkrita.